# Ida Ørskov
Ida Ørskov (ur. 8 stycznia 1922 w Kopenhadze, zm. 10 kwietnia 2007) – duńska lekarka i bakteriolog, autorka pracy doktorskiej Om Klebsiella (O Klebsielli), w której po raz pierwszy opisała zjawisko infekcji wewnątrzszpitalnych.

## Życiorys
W 1941 roku ukończyła prywatną szkołę im. N. Zahle, następnie ukończyła studia na wydziale medycyny Uniwersytetu Kopenhaskiego w 1948 roku. Po ukończeniu studiów rozpoczęła pracę jako bakteriolog w Internationale Salmonella Centra. W 1956 roku obroniła pracę doktorską Om Klebsiella (O Klebsielli), w której po raz pierwszy opisała zjawisko infekcji wewnątrzszpitalnych. Następnie pracowała w International Escherichia Centre prowadzonym przez Światową Organizację Zdrowia, a w 1976 roku objęła stanowisko kierownicze w WHO International Klebsiella Centre. Jest autorką ponad 200 prac naukowych. Zmarła w 2007 roku i jest pochowana na cmentarzu Frederiksberg.

## Życie prywatne
Córka grawera Johannesa Georga Oppenheusera (1884-1961) oraz Helgi Christensen (1882-1962). Związek małżeński zawarła (1949) z Fritsem Ørskovem (1922-2015), miała dwójkę dzieci Pernillę (1951) i Clausa (1958).

## Nagrody
- Nagroda Paula Ehrlicha i Ludwiga Darmstaedtera (1965)[3]
- Tagea Brandt Rejselegat (1978)[4]